# Five Stairsteps
Five Stairsteps (Файв Стейрстепс) — американская музыкальная группа, состоявшая из 4 братьев и сестры из Чикаго — детей полицейского детектива Кла́ренса Бурка (англ. Clarence Burke).
Группа наиболее известна по своей песне «O-o-h Child», которая находится на 402 месте списка «500 величайших песен всех времён» по версии журнала «Rolling Stone» (список от 2011 года).
Как пишет музыкальный сайт AllMusic, эту подростковую группу в конце 1960-х годов называли «первой семьёй стиля соула», и это отчасти из-за их «поразительной продолжавшейся пять лет полосе хитов, которая включала хит-миллионер „O-o-h Child“ и восемь других синглов в первой двадцатке ритм-н-блюзового чарта „Билборда“ с 1966 по 1970 год. Потом этот титул забрала себе группа The Jackson 5, но Five Stairsteps продолжали записываться вплоть до 1976 года, и потом ещё долго после своего царства участники группы продолжали быть успешными как артисты, сочинители песен и продюсеры.».

## Дискография
- См. «Five Stairsteps § Discography» в английском разделе.